# Gertie Lindgren
Geye Gertrud (Gertie) Elisabet Lindgren, född Johnson den 7 november 1927 i Katarina församling, Stockholm, död 23 november 2024 i Stockholm, var en svensk kostymtecknare.
Lindgren hade ansvaret för kostymerna i ett flertal filmer och teateruppsättningar. För skapandet av kostymerna till pjäsen Inte nu älskling tilldelades hon priset Guldmasken 1987. 
Hon var från 1949 till 1985 gift med producenten och direktören för Sandrews Göran Lindgren.

## Filmografi

### Roller
- 1954 - Gula divisionen
- 1965 - Bakomfilm Festivitetssalongen
- 1976 – Oscarsteatern 70 år

### Kläder
- 1965 – Calle P.
- 1965 – Festivitetssalongen
- 1968 – Svarta palmkronor
- 1977 – Bluff Stop
- 1979 - Charlotte Löwensköld
- 1984 – Åke och hans värld
- 1986 – Amorosa
- 1987 - Mälarpirater

## Teater

### Kostym
| År   | Produktion                                                                                     | Upphovsmän                                                                                           | Regi            | Teater         |
| ---- | ---------------------------------------------------------------------------------------------- | --- | --------------- | -------------- |
| 1963 | Dans på bryggan                                                                                | Gardar Sahlberg och Arne Eriksson                                                                    | Olof Thunberg   | Hamburger Börs |
| 1965 | West Side Story                                                                                | Leonard Bernstein, Stephen Sondheim och Arthur Laurents Översättning Urban Torhamn och Gösta Rybrant | Rikki Septimus  | Oscarsteatern  |
| 1966 | Tre trappor utan hiss med en delvis skymd utsikt över Golden Gatebron The owl and the pussycat | Bill Manhoff                                                                                         | Mimi Pollak     | Scalateatern   |
| 1968 | Black Comedy                                                                                   | Peter Shaffer Översättning Lennart Lagerwall                                                         | Hasse Ekman     | Intiman        |
| 1969 | Snark Son of Oblomov                                                                           | Spike Milligan                                                                                       | Thor Zackrisson | Maximteatern   |
| 1969 | Ungkarlslyan Promises, Promises                                                                | Burt Bacharach, Hal David och Neil Simon                                                             | Ivo Cramér      | Oscarsteatern  |
| 1970 | Csardasfurstinnan Die Csárdásfürstin                                                           | Emmerich Kálmán, Leo Stein och Béla Jenbach                                                          | Isa Quensel     | Oscarsteatern  |
| 1971 | Upp i smöret                                                                                   | Terence Frisby                                                                                       | Isa Quensel     | Intiman        |
| 1971 | Vad är det för fel på 1933 års modell?, revy                                                   | Carl Zetterström                                                                                     | Lars Amble      | Scalateatern   |
| 1971 | Gröna hissen Fair and Warmer                                                                   | Avery Hopwood Översättning och bearbetning Björn Barlach och Isa Quensel                             | Isa Quensel     | Maximteatern   |
| 1974 | Glada änkan Die lustige Witwe                                                                  | Franz Lehár, Victor Léon och Leo Stein Översättning Isa Quensel                                      | Isa Quensel     | Oscarsteatern  |
| 1975 | No, No, Nanette                                                                                | Vincent Youmans, Otto Harbach, Frank Mandel och Irving Caesar                                        | Isa Quensel     | Oscarsteatern  |
| 1976 | Vita hästen                                                                                    | Hans Müller och Ralph Benatzky Översättning Karl-Ewert, Bearbetning Nils Poppe och Arne Wahlberg     | Jackie Söderman | Oscarsteatern  |
| 1984 | P. Svanslös                                                                                    | Bodil Malmsten och Björn Isfält                                                                      | Bodil Malmsten  | Oscarsteatern  |
| 1991 | Gröna hissen Fair and Warmer                                                                   | Avery Hopwood Översättning Isa Quensel och Björn Barlach                                             | Hans Bergström  | Vasateatern    |